# Kostel svatého Kříže (Split)
Kostel svatého Kříže ve Splitu (chorvatsky crkva svetog Križa u Splitu) je římskokatolický farní kostel v chorvatském Splitu. Byl založen v 17. století v barokním slohu a až do 19. století byl průběžně rozšiřován, jeho dnešní podoba je z roku 1854. Nachází se v ulici Križeva 2 v městské části Varoš. Objekt je chráněn jako kulturní statek a nemovitý kulturní majetek s označením Z-4632.

## Historie
Původní farní kostel svatého Kříže stával ve čtvrti Veli Varoš, poblíž bývalých západních hradeb starého města, ten však dnes již neexistuje. Poprvé byl zmíněn v dokumentech z roku 1261 jako Sancta Maria de Moris vel de Rivo. V roce 1362 se objevuje také název „Svatý Martin de Rivo“, protože druhým patronem kostela byl sv. Martin. Později byl kostel zasvěcen Svatému Kříži, pravděpodobně po stejnojmenném bratrstvu, založeném roku 1439.
Farnost u sv. Kříže ve Velkém Varoši byla založena 27. ledna 1625 a byla svěřena světským kněžím. Prvním farářem byl don Nikola Halujević. Původní osada při kostele sv. Kříže na západním předměstí Splitu, zvaném Veli Varoš, je poprvé zmíněna v imatrikulaci Bratrstva svatého Kříže z roku 1439 pod italským názvem Borgo (vesnice).
Po dobytí Klisu v roce 1648 vrhli na městské hradby a zpustošili předměstí Splitu. Kostel byl umístěn na trase nových hradeb a kvůli tomu byl zbořen. Z něj se dochovalo několik cenných předmětů nalezených v současném kostele, jako je malovaný kříž a Pietà. Z rozhodnutí benátských úřadů byl kostel v roce 1657 zničen při výstavbě západní části městských hradeb na obranu proti Turkům.
Dnes má farnost přibližně 9 000 obyvatel.
Pod farnost spadají také dva kláštery: služebníci Malého Ježíše poblíž farního kostela, kteří se účastní farní pastorační péče, a dcery Boží lásky na Marjanu. “ 